# Linea 5 (metropolitana di Valencia)
La linea 5 della metropolitana di Valencia è una linea di metropolitana che collega la stazione di Marítim Serrería con l'aeroporto di Valencia. La linea è indicata con il colore verde.
È l'unica linea della rete a condividere quasi tutto il suo percorso con le altre linee.
La sua inaugurazione è del 2003, mentre l'ultimo prolungamento è del 2007.